# Toodle Fucking-Oo
"Toodle Fucking-Oo" 16. je epizoda HBO-ove televizijske serije Obitelj Soprano i treća u drugoj sezoni serije. Napisao ju je Frank Renzulli, režirao Lee Tamahori, a originalno je emitirana 30. siječnja 2000.

## Radnja
Richie Aprile, brat pokojnog Jackieja, pušten je na uvjetnu kaznu iz zatvora nakon što je bio zatvoren 10 godina. U prvim danima nakon izlaska, Richie se uspijeva uklopiti i izazvati probleme sa svojim starim suradnicima kojima se vratio. Prvog dana Richie posjećuje cijenjenog vlasnika pizzerije Beansieja Gaetu, koji je jednom bio partner s Richiejem u poslu s drogom i u kriminalu. Richie kaže Beansieju da želi poštovanje i ono što mu duguje. Beansie osjeti kako mu se prijeti i kaže mu da odbije, što razbjesni Richieja: razbije posudu za kavu o Beansiejevu glavu, baci stolicu na njega i udari ga nekoliko puta, slomivši mu pritom lijevu lisnu kost.
U međuvremenu, Tony od policije West Orangea dobiva obavijest kako je njegova kćer, Meadow, organizirala zabavu u Livijinoj kući. Osim što je kuća demolirana, na licu mjesta je pronađeno nekoliko narkotika i alkohol, što objašnjava predoziranje nekoliko prisutnih. Kako policajac Tonyju duguje uslugu, pristaje ne prijaviti sve ono što se uistinu dogodilo na zabavi. Tony odvozi i ispituje Meadow i Hunter. Meadow se počne braniti neuvjerljivim isprikama. Kod kuće, Carmela očekuje objašnjenje, ali Meadow bez riječi samo otrči uza stube. Razgovarajući o kazni, Carmela kaže Tonyju da posljedica mora biti i upita ga kakvi to oni roditelji moraju biti ako je ne kazne. Tony kaže da će biti kazne te dodaje da "s ovakvim današnjim zakonima, djecu ne možeš obuzdati fizički. Zato što bi te tužila za maloljetničko zlostavljanje". Carmela inzistira na posljedicama, ali on joj odvraća, "Nikako se ne smijemo prevariti, jer ako ona otkrije da smo nemoćni, najebali smo!"  Meadow kasnije dolazi trijezna, ali sama odabire kaznu pustivši roditeljima da joj oduzmu Discover karticu na tri tjedna. Meadow kasnije svojoj najboljoj prijateljici otkriva kako gubitak kartice nije nešto strašno te da je odabrala ovu kaznu vjerujući kako je stvarno "preveslala" mamu i tatu.
Janice se isprva usprotivi kazni jer smatra kako Meadow postaje neovisna.  Carmela ljubazno zamoli Janice da se ne petlja u odgoj njezine kćeri. Međutim, kad Janice otkrije nered u Livijinoj kući, zamrljane zidove i bljuvotinu na drvnim podovima, promijeni mišljenje kako je se Meadow prelagano izvukla. Ovo razljuti Tonyja, koji kaže Janice da se prestane miješati u odgoj njihove djece. Tony zatim ode kad Carmela vikne, "Gledaj svoja jebena posla i drži jezik za zubima kad se radi o mojoj djeci!" Uvrijeđena Janice napusti kuću. Meadow načuje svađu. Janice i Carmela se pomiruju na kraju epizode.
Objedujući u otmjenom talijanskom restoranu, Jennifer Melfi podijeli bocu vina s prijateljicama. Dok napuštaju restoran, Melfi ugleda Tonyja za stolom s njegovim "suradnicima". Smete se i nervozno upita kako je. Tony kaže kako je dobro i razmijeni s njom par pitanja. Melfi predloži jelo s menija, a nervozni je Tony upita da li sada samo neobavezno čavrljaju. Još uvijek nervozna Melfi i dalje je nesigurna u sebe, te u takvom stanju odlazeći uspijeva samo reći "Toodle-oo". Na terapiji sa svojim terapeutom, dr. Elliotom Kupferbergom, ona je uznemirena svojim ponašanjem jer smatra kako se u Tonyjevu društvu osjeća drugačije. Dr. Kupferberg je upita ima li osjećaje seksualne prirode za Tonyja, kojeg se spominje samo kao "pacijenta". Melfi se čini neisgurnom, a iako terapeutu kaže kako nema, činjenica je da je Tony zapravo privlači. Sljedećeg dana, Melfi sanja kako je Tony pretrpio automobilsku nesreću nakon što mu je ponestalo Prozaca. Dok Tony slupa svoj auto, u pozadini svira glazba iz Čarobnjaka iz Oza ("Optimistic Voices"). Uznemirena Melfi se probudi i zapiše sve u svoj notes.
Tony organizira zabavu dobrodošlice za Richieja nakon njegova dugogodišnjeg boravka u zatvoru. Na zabavi, svi Richiejevi poznanici odaju mu poštovanje s kuvertama s novcem, osim Beansieja Gaete. Nakon što Richie upita je li i Beansie na zabavi, Tony mu kaže da se okani Beansieja. Nekoliko sati nakon zabave, Richie pronalazi Beansieja i pokuša ga upucati zbog izražavanja nepoštovanja. Beansie pobjegne, a kad se osjeti sigurnim, vrati se do svojeg auta, gdje ugleda Richieja kako čeka. Richie pregazi Beansieja autom, teško ga ozlijedivši. Tony kasnije posjećuje Beansieja u bolnici gdje njegova žena počne očajavati zbog njegovih ozljeda. Beansiejev liječnik smatra kako su jako male šanse da će ikad više hodati.
Tony kasnije kaže Richieju da Beansie nikad više neće hodati i upita ga da li imalo žali. Richie podsjeti Tonyja da ga nitko nikad nije posjetio u zatvoru-pogotovo Beansie—i da je zaslužio ono što mu se dogodilo. Bijesni se Tony obruši na Richieja rekavši mu, "Ja sam onaj koji odobrava poteze" i zatraži od Richieja da poštuje njegove odluke, kao što je to činio sa svojim bratom, ili će biti ozbiljnih posljedica. Richie kaže, "Ok, Tony" i ode. U kasnijem razgovoru u trgovačkom centru, Tony kaže Richieju da uspori i pričeka da mu se njegov posao vrati te da će stvari sada izgledati malo drugačije. Richie zatim promijeni temu upitavši kako je Tonyjeva Janice. Richie je ranije viđao Janice na tečaju joge, gdje su se podsjetili i razgovarali o zajedničkoj prošlosti te sadašnjem statusu. Richie zatim pokuša pridobiti Janice donijevši joj buket cvijeća na Livijino uzglavlje. Janice kaže Richieju kako su oboje na različitim mjestima, ali Richie inzistira da svojoj vezi daju još jednu priliku.
Kad Tony ode promijeniti brave na Livijinoj kući, otkriva kako Meadow riba podove i uređuje kuću. Iznimno je uznemirena, na rukama i koljenima. Zadah bljuvotine je guši. Tony se udaljava od kuće, očito zadovoljan iskazom kćerina pokajanja.

## Glavni glumci
- James Gandolfini kao Tony Soprano
- Lorraine Bracco kao Dr. Jennifer Melfi
- Edie Falco kao Carmela Soprano
- Michael Imperioli kao Christopher Moltisanti
- Dominic Chianese kao Corrado Soprano, Jr.
- Vincent Pastore kao Big Pussy Bonpensiero
- Steven Van Zandt kao Silvio Dante
- Tony Sirico kao Paulie Gualtieri
- Robert Iler kao Anthony Soprano, Jr.
- Jamie-Lynn Sigler kao Meadow Soprano
- Drea de Matteo kao Adriana La Cerva
- David Proval kao Richie Aprile
- Aida Turturro kao Janice Soprano
- Nancy Marchand kao Livia Soprano

### Gostujući glumci
| - Peter Bogdanovich kao dr. Elliot Kupferberg - Matthew Sussman kao dr. Schreck - Paul Herman kao Beansie Gaeta - Michele de Cesare kao Hunter Scangarelo - Diana Agostini kao Miriam - Getchie Argetsinger kao instruktor joge - Leslie Beatty kao Nancy - Ed Crasnick kao komičar - Vincent Curatola kao Johnny Sack - Catrina Ganey kao medicinska sestra | - Marc Freeman Hamm kao sudionik zabave - Linda Mann kao dilerica marihuane - Joe Pacheo kao policajac - Charles Sammarco kao Joey - Antonette Schwartzberg kao Beansiejeva majka - Mike "Scuch" Squicciarini kao Big Frank - Donna Smythe kao Gia Gaeta - Deirdre Sullivan kao pacijentica u bolnici - Craig Wojcik kao dostavljač pizze |

## Prva pojavljivanja
- Richie Aprile: brat pokojnog Jackieja Aprilea koji je nakon 10-godišnje zatvorske kazne pušten na uvjetnu slobodu.
- Peter "Beansie" Gaeta: bivši mafijaški suradnik Richieja Aprilea.
- Dr. Elliot Kupferberg: kolega i terapeut dr. Melfi.
- Dr. Douglas Schreck: obiteljski liječnik Juniora Soprana.

## Naslovna referenca
- "Toodle-oo" je česti oblik izraza "good-bye". Izgovara ga uznemirena dr. Melfi pozdravljajući Tonyja u restoranu.

## Produkcija
- Iako je ovo bila treća epizoda druge sezone, producirana je kao druga po redu.
- David Proval (Richie Aprile) sada je potpisan u uvodnoj špici.
- Proval se originalno prijavio za ulogu Tonyja Soprana. Odbijen je jer je autor serije David Chase smatrao kako izgleda "predobro" za ulogu.

## Poveznice s budućim epizodama
- Pri susretu s Tonyjem u trgovačkom centru, Richie podsjeti Tonyja da je pomogao njemu i svojem bratu, Jackieju, da se "izvuku" nakon pljačke kartaške partije mafijaškog kapetana iz sedamdesetih zvanog "Feech" La Manna. To je prva referenca na priču, koja se detaljnije opisuje u sljedećim sezonama. Feech La Manna u petoj sezoni biva pušten iz zatvora i postaje jedna od središnjih figura serije.

## Glazba
- Pjesma koja svira tijekom odjavne špice je "Viking" Los Lobosa.
- Pjesma koja svira dok djevojke kuhaju je "No Scrubs" sastava TLC.
- U snu dr. Melfi čuje se broj "Optimistic Voices" iz Čarobnjaka iz Oza.

## Vanjske poveznice
- Toodle-Fucking-Oo u internetskoj bazi filmova IMDb-a